# Калинівка (Семенівська селищна громада)
Кали́нівка (МФА: [kɐˈɫɪɲiu̯kɐ] ( прослухати)) — село в Україні, у Семенівській селищній громаді Кременчуцького району Полтавської області. Населення становить 330 осіб.

## Географія
Село Калинівка знаходиться за 2 км від правого берега річки Крива Руда, недалеко від впадання в неї річки Оболонь, нижче за течією на відстані 8 км розташоване село Оболонь, вище за течією річки Оболонь, на відстані 4,5 км розташоване село Товсте.

## Історія
Виникло, як с. Крива Руда у середині 18 ст. понад річкою Крива Руда.
За даними 1787 року с. Крива Руда (Володільницька Крива Руда) Хорольського повіту перебувало у власності генерал-майора (бригадира) Шамшева, тому інша назва села — Бригадирівка. Назва «Калинівка» закріпилася вже у 20 столітті.
У 1787 р. населення становило 317 осіб (чоловіків). У кінці 18 ст. — 389 осіб чол. статі, що сплачують податки.
12 червня 2020 року, відповідно до розпорядження Кабінету Міністрів України № 721-р «Про визначення адміністративних центрів та затвердження територій територіальних громад Полтавської області», село увійшло до складу Семенівської селищної міської громади.
19 липня 2020 року, в результаті адміністративно - територіальної реформи та ліквідації Семенівського району, село увійшло до складу новоутвореного Кременчуцького району.

## Політика

### Парламентські вибори, 2019
На позачергових парламентських виборах 2019 року у селі функціонувала окрема виборча дільниця № 530829, розташована у приміщенні будинку культури.
Результати
- зареєстровано 115 виборців, явка 80,87%, найбільше голосів віддано за «Слугу народу» — 39,13%, за Радикальну партію Олега Ляшка — 15,22%, за «Опозиційну платформу — За життя» і Всеукраїнське об'єднання «Батьківщина» — по 8,70%.[3] В одномандатному окрузі найбільше голосів отримала Анастасія Ляшенко (Слуга народу) — 23,86%, за Олексія Баганця (Всеукраїнське об'єднання «Батьківщина») — 20,45%, за Фахраддіна Мухтарова (самовисування) — 18,18%[4].